# Rat's

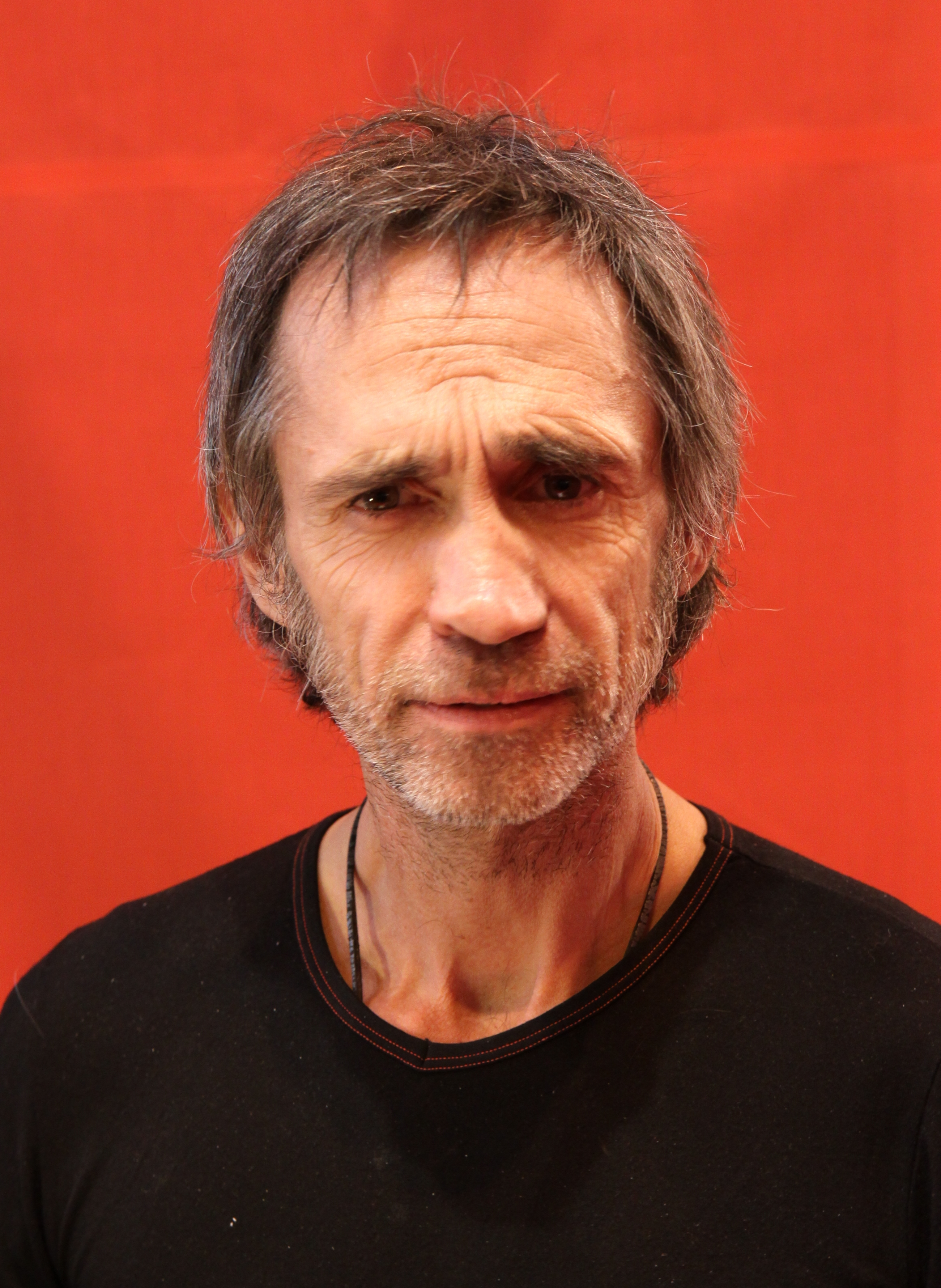
Ptiluc, l'auteur de la série, au salon du livre de Paris 2010.

Rat's est une série de bande dessinée publiée par Les Humanoïdes Associés puis les éditions Soleil et enfin par Fluide glacial.
Le scénario et le dessin sont de Ptiluc.

## Synopsis
Des rats et des grenouilles ennemis cohabitent plus ou moins sur la même terre. Malheureusement pour eux leur territoire est devenu hostile, ils doivent donc partir. Il s'ensuit une série d'aventures pour la quête vers la terre promise, parmi d'autres peuples plus ou moins accueillants. Les tentatives de prise de pouvoir sont nombreuses au sein des deux groupes.
Le chef des rats est un fin stratège, malin et audacieux, il parvient toujours à ramener le calme dans son groupe. Il peut toutefois se révéler sanguinaire, mais cela est peut-être obligatoire pour faire régner l'ordre dans un groupe. Durant sa quête, il est aidé par Stalinette et Chatrov.
Ce récit humoristique d'une guerre entre des grenouilles et des rats s'inspire du Batrachomyomachia, mais utilise des éléments de la 1re et de la 2e guerre mondiale, avec un esprit vif.

## Albums
1. En partance pour nulle part - 1995 : Tout un peuple de crapauds dirigé par un vieux crapaud et Rainette, une grenouille dynamique, découvrent qu'une route a été construite sur le chemin qui les mène à leur étang pour la reproduction annuelle. Simultanément, une colonie de rats menée par l'hystérique Adolf et son compagnon Chatrov décide d'émigrer pour fuir le manque de nourriture. Ayant vu un des crapauds passer miraculeusement la route, les Rat's décident de l'imiter et commence pour les deux peuplades une suite de tentatives et d'espionnages qui se terminera par l'explosion d'une bombe atomique.
2. Quand pousse le bitume - 1996 : Ayant tous survécu à la bombe atomique de Stalinette (savante rate), les rats et les crapos reprennent leur guerre pour pouvoir traverser la route. Les tentatives foireuses des rats et des crapos se succèdent jusqu'au moment où l'idiot du peuple rat propose de bloquer la route. Après une tentative ratée des rats, les crapos provoquent involontairement un accident qui leur permet de passer. Après avoir rencontré les rats qui les ont précédés, ils se rendent compte avec horreur en voulant s'échapper que les deux peuples sont coincés au bord d'une falaise.
3. Attention à la marche - 1999[1] : Devant un nouvel obstacle, les rats et les crapauds essayent de trouver une façon de descendre cette falaise. Ces derniers font une échelle mais à cause d'un oiseau se retrouvent séparés de leur chef, Rainette. Parallèlement, les rats utilisent des inventions tout aussi farfelues que foireuses. c'est finalement Stalinette qui utilise des escargots et des limaces pour descendre. Mais à l'insu de Chatrov qui doit garder Rainette, tous les rats sont capturés et les deux chefs se poursuivent.
4. Problèmes épineux - 2002 : Dans une jungle d'épineux et de ronces, les deux peuples privés de leurs chefs respectifs essayent de se réconcilier en construisant un totem. Mais les subordonnés belliqueux de Chatrov réussissent à s'échapper et Adolf réussit à enclencher les hostilités. Pendant ce temps, Chattov et Rainette décident de faire la paix (qui ne dure pas longtemps) et finalement décident de redescendre pour retrouver leurs peuplades. La bataille rats-crapos se termine après que Rainette a fait sauter la nouvelle arme des rats (un lance-flamme).
5. On peut toujours discuter - 2002[2]
6. La lutte continue - 2002
7. Tous à la flotte - 2004 : Après avoir finalement obtenu des bateaux à aubes, les rats naviguent en direction de la terre des "crapos". Mais ces derniers coulent leurs barques: les rongeurs sont sauvés par les castars qui ont profité de la situation. Commence pour les rats une suite de plans pour essayer de traverser: Adolf construit des scaphandres tandis que Chatrov essaye d'installer une passerelle. Ils devront aussi compter sur la naïveté des castars pour se venger mais à cause des crapos, ils se retrouveront au point de départ.
8. Tout baigne - 2006
9. Cradolapino - 2007
10. Les gros mots - 2009

Par la suite la BD prendra le nom de Pirat's et sortira deux albums :
- Gaz à tous les étages - mars 2013
- Lame de fond - mai 2014

## Personnages
- Adolf : c'est le chef du groupe des rats. Malin, courageux et sanguinaire, il mène une guerre interminable contre les grenouilles et parvient toujours à déjouer les plans de Stalinette.
- Stalinette : elle est l'alliée et l'amie d'Adolf. Elle a inventé le lance-flamme et la bombe, elle a souvent des idées pour aider Adolf à gagner la guerre. Mais malgré leurs moments de complicité, Stalinette peut parfois tenter de prendre le pouvoir au sein du groupe mais en vain.
- Chatrov : c'est le fidèle compagnons d'Adolf.
- Rainette : c'est le chef des grenouilles et le pire ennemi d'Adolf. Il est plus petit mais plus malin que lui, il parvient toutefois à s'allier avec lui mais ce n'est que de courte durée.
- Le vieux crapaud : ancien, il peut parfois se révéler une aide précieuse pour Rainette car il connait le chemin vers la terre promise. Toutefois le chemin a légèrement changé depuis la dernière fois.

## Dessin animé
Dès 1995, un projet de dessin animé avait été prévu, Ptiluc devait faire cet animé avec Jingle, une petite société française de production de films d'animation qui avait entre autres produit et réalisé Manu. La série aurait dû contenir 26 épisodes. Mais l'entreprise fait faillite et est rachetée par Gaumont. Dans les faits, le projet n'était pas abandonné mais les nouveaux producteurs qui devaient reprendre le projet voulaient modifier tous les scénarios parce qu’ils trouvaient que cette création était « trop osée et trash pour la télévision ». Les producteurs voulaient supprimer toutes les références aux guerres mondiales comme les dirigeables militaires, certaines arme à feu, ou encore les noms des personnages. Ptiluc a refusé car il ne voulait pas édulcorer autant ses scénarios, il a finalement laissé tomber. Mais le projet ne s'est pas totalement écroulé pour autant puisque quelques années plus tard, les studios Xilam (Jingle ayant fusionné avec Gaumont Multimédia) produiront un dessin animé inspiré de l'album dénommé Ratz.